# B-komplex
B-komplex je souhrnné označení pro vitamíny skupiny B. Jsou to ve vodě rozpustné vitamíny, nezbytné pro správné fungování metabolismu.
Hlavním zdrojem vitamínu skupiny B jsou kvasnice, maso, sýry, celozrnné obiloviny (také jáhly), luštěniny, a ořechy.
Objevitelem vitamínu B byl polský biochemik Kazimierz Funk, a to v roce 1912 v otrubách rýže.
B-komplex je také někdy obchodní označení směsi různých vitamínů B, který ale většinou všechny neobsahuje.

## Skupina vitamínů s označením B
- Vitamín B1 – thiamin
- Vitamín B2 – riboflavin
- Vitamín B3 – niacin
- Vitamín B5 – kyselina pantothenová
- Vitamín B6 – pyridoxin, pyridoxal, pyridoxol, pyridoxamin
- Vitamín B7 – biotin (vitamín H)
- Vitamín B9 – kyselina listová (folacin, folát)
- Vitamín B12 – kobalamin

## Látky dříve zařazené do skupiny B
Za vitamíny skupiny B se dříve považovaly i další látky, nepovažované již za vitamíny, např.
- adenin, cholin (někdy také „vitamín BT“) či karnitin – „vitamín B4“
- myo-inositol – „vitamín Bm“
- kyselina pangamová – „vitamín B15“
- kyselina orotová nebo kyselina lipoová – „vitamín B13“
- amygdalin – „nepřesně označovaný jako laetril nebo vitamín B17“